# Lepocinclis ovum
Lepocinclis ovum is een soort in de taxonomische indeling van de Euglenozoa. Deze micro-organismen zijn eencellig en meestal rond de 15-40 mm groot. Het organisme komt uit het geslacht Lepocinclis en behoort tot de familie Phacaceae. Lepocinclis ovum werd in 1901 ontdekt door Lemmermann.